# Moritz Merfeld
Moritz Merfeld (* 1824; † 1907) war ein deutscher Unternehmer.

## Leben
Merfeld war 1849 Gründer der Spedition Merfeld zu Leipzig, die Ende des 19. Jahrhunderts zu den international angesehenen Speditionen der Stadt gehörte.
Merfeld wurde vom sächsischen König mit der Verleihung des Titels Sächsischer Kommerzienrat und Ritter PP gewürdigt.